# Kristallglaskennzeichnungsgesetz
Das Gesetz zur Kennzeichnung von Bleikristall und Kristallglas (VSF 19 30 - 1) ist ein deutsches Bundesgesetz zum Verbraucherschutz. Es regelt die Kennzeichnung von Glaswaren zur Verwendung bei Tisch, in der Küche, bei der Toilette, im Büro, zum Ausschmücken von Wohnungen und zu ähnlichen Zwecken. Von der Kennzeichnungspflicht nach diesem Gesetz ausgenommen sind Würfel, Steinchen, Plättchen für Mosaike und zu ähnlichen Zierzwecken, Phantasiewaren aus lampengeblasenem Glas, Kunstverglasungen, Spiegelglas, Spiegel, Glaswaren für Beleuchtung und Gehäuse für Uhren (§ 1).
Das Gesetz definiert in § 2 verschiedene Qualitätsstufen für Blei- und Kristallgläser. Für die Ermittlung der Qualitätsstufen sind im Anhang zum Gesetz genau Verfahrensvorschriften definiert.
In § 3 wird vorgeschrieben, wie Glaswaren der verschiedenen Qualitätsstufen beim Inverkehrbringen, bei der Einfuhr gemäß § 4 Abs. Nr. 4 AWG a.F., dem sonstigen Verbringen in den Geltungsbereich des KrGlasKennzG oder in der Werbung zu kennzeichnen sind. Verwechselbare Bezeichnungen dürfen nicht verwendet werden.
§ 4 regelt die Anbringung von zusätzlichen Symbolen zu den in § 3 geforderten Angaben. Die Verwendung dieser Symbole für Produkte, die nicht den Qualitätsanforderungen des § 2 entsprechen, ist nicht gestattet.
Andere Aufschriften, die Begrifflichkeiten aus § 2 enthalten oder Begrifflichkeiten, die diesen ähneln, sind gemäß § 5 bei Einhaltung der Regeln des § 2 durch eine Angabe gemäß § 3 zu ergänzen. Erfüllen die Waren nicht die Definitionen einer der Qualitätsstufen aus § 2, ist die Aufschrift mit einer genauen Aufstellung der Zusammensetzung der Glasware zu versehen.
Gemäß § 6 ist das Gesetz nicht für Ausfuhrwaren und Waren unter zollamtlicher Überwachung in verschiedenen Zollverfahren anzuwenden.
Verstöße gegen dieses Gesetz können gemäß § 7 mit einem Bußgeld von bis zu 10.000 Euro geahndet werden.
Es besteht gemäß § 8 jedoch kein Einfuhrverbot für Glaswaren, welche nicht gemäß § 3 gekennzeichnet sind. Diese können zum Freien Verkehr abgefertigt werden. Die abfertigende Zollstelle ist jedoch befugt, die zuständige Verwaltungsbehörde über die Einfuhr der nicht ordnungsgemäß gekennzeichneten Glaswaren zu informieren.
Die §§ 9 und 10 regeln die Geltung im Bundesland Berlin und den Zeitpunkt des Inkrafttretens.